# Columbia-Moses (Sprache)
Columbia-Moses oder Columbia-Wenatchi ist eine Sprache des Südlichen Binnen-Salish; die native Bezeichnung ist Nxaảmxcín. Die noch verbliebenen Muttersprachler bewohnen die Colville Indian Reservation
Es gibt zwei Dialekte: Wenatchi ist die hergebrachte Sprache der Stämme Wenatchi, Chelan und Entiat, Columbia die der Sinkiuse-Columbia.

## Phonologie
Im Columbia-Wenatchi-Dialekt gilt folgende Phonologie:
|             |               | Bilabial | Alveolar | Lateral | Palatal | Velar | Velar | Uvular | Uvular | Pharyngal | Pharyngal | Glottal |
| nor.        | lab.          | Bilabial | Alveolar | Lateral | Palatal | nor.  | lab.  | nor.   | lab.   |           |           | Glottal |
| ----------- | ------------- | -------- | -------- | ------- | ------- | ----- | ----- | ------ | ------ | --------- | --------- | ------- |
| Plosive     | einfach       | p        | t        |         |         | k     | kʷ    | q      | qʷ     | ʕ         | ʕʷ        | ʔ       |
| Plosive     | glottalisiert | pʼ       | tʼ       |         |         | kʼ    | kʼʷ   | qʼ     | qʼʷ    | ʕʼ        | ʕʼʷ       |         |
| Nasal       | einfach       | m        | n        |         |         |       |       |        |        |           |           |         |
| Nasal       | glottalisiert | mʼ       | nʼ       |         |         |       |       |        |        |           |           |         |
| Trill       | einfach       |          | r        |         |         |       |       |        |        |           |           |         |
| Trill       | glottalisiert |          | rʼ       |         |         |       |       |        |        |           |           |         |
| Affrikate   | einfach       |          | ts       |         |         |       |       |        |        |           |           |         |
| Affrikate   | glottalisiert |          | tsʼ      | tɬʼ     |         |       |       |        |        |           |           |         |
| Frikativ    | Frikativ      |          | s        | ɬ       |         | x     | xʷ    | χ      | χʷ     | ħ         | ħʷ        | h       |
| Approximant | einfach       | w        |          | l       | j       |       |       |        |        |           |           |         |
| Approximant | glottalisiert | wʼ       |          | lʼ      | jʼ      |       |       |        |        |           |           |         |

Es gibt im Columbia-Moses drei Vokale: /i/, /a/, /u/. Sie werden (im englischen Sprachraum) gelegentlich als [e] (/i/), [o] (/u/) und [æ] (/a/) transkribiert und können eine Neigung zur unbetonten Aussprache zeigen, meist als Schwa-Laut /ə/.